# Молем
Моле́м (фр. Molesme) — коммуна во Франции, находится в регионе Бургундия. Департамент коммуны — Кот-д’Ор. Входит в состав кантона Лень. Округ коммуны — Монбар.
Код INSEE коммуны — 21419.

## Население
Население коммуны на 2010 год составляло 242 человека.
| 1962 | 1968 | 1975 | 1982 | 1990 | 1999 | 2010 |
| ---- | ---- | ---- | ---- | ---- | ---- | ---- |
| 268  | 258  | 258  | 246  | 224  | 225  | 242  |

## Экономика
В 2010 году среди 137 человек трудоспособного возраста (15—64 лет) 104 были экономически активными, 33 — неактивными (показатель активности — 75,9 %, в 1999 году было 61,0 %). Из 104 активных жителей работали 91 человек (52 мужчины и 39 женщин), безработных было 13 (7 мужчин и 6 женщин). Среди 33 неактивных 8 человек были учениками или студентами, 12 — пенсионерами, 13 были неактивными по другим причинам.